# Chủ nghĩa biểu hiện

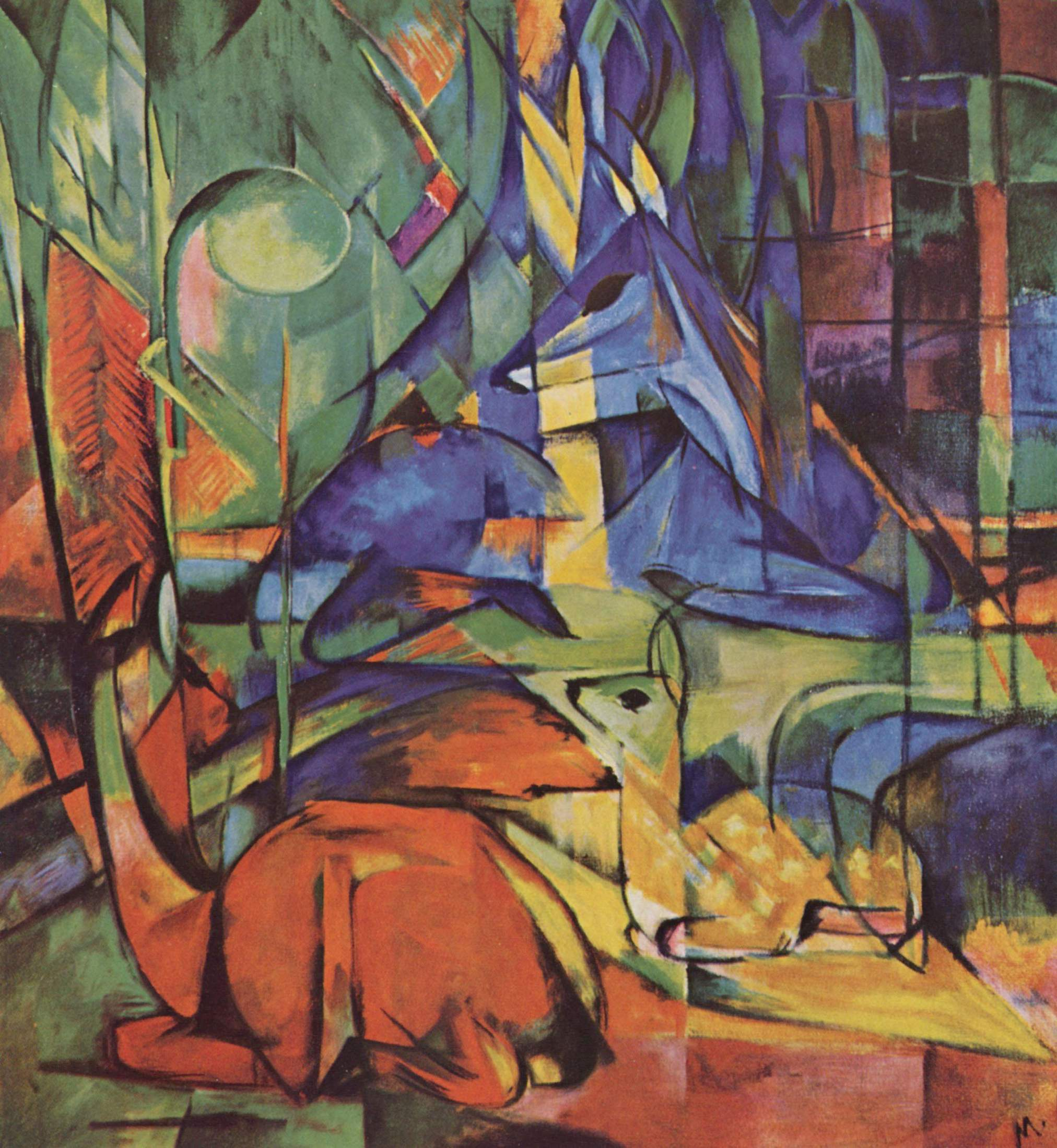
Rote Rehe II (1913—1914, Nai trong rừng II) của Franz Marc

Chủ nghĩa biểu hiện hay Trường phái biểu hiện (Expressionism) là một trào lưu nghệ thuật xuất hiện và phát triển ở châu Âu vào những năm cuối thế kỷ 19 đầu thế kỷ 20, có đặc điểm nhấn mạnh, thậm xưng trong sự thể hiện cảm tính - xúc cảm của chủ thể (thường là cảm xúc con người hoặc một nhóm người) hoặc xúc cảm của chính người họa sĩ. Những cảm xúc này thường được gây ra bởi một sự kiện đặc biệt nào đó, cũng có thể bởi sự gặp mặt-giao lưu của nhiều người hoặc sự giao lưu của những xu hướng hội họa khác nhau (như cổ điển và hiện đại).
Chủ nghĩa biểu hiện thể hiện trong nhiều dạng nghệ thuật, từ hội họa, kiến trúc cho đến văn học, thơ ca, nhạc kịch và điện ảnh.

Nguồn gốc của trường phái biểu hiện nằm trong các tác phẩm của Vincent van Gogh, Edvard Munch và James Ensor. Trong giai đoạn 1885–1900, mỗi nghệ sĩ đã phát triển một phong cách hội họa mang tính cá nhân cao bằng cách sử dụng khả năng biểu đạt của màu sắc và đường nét để khám phá các chủ đề giàu kịch tính và cảm xúc nhằm truyền tải nỗi sợ hãi, sự kinh dị, kỳ quặc hoặc đơn giản là để tôn vinh vẻ đẹp của thiên nhiên thông qua việc khắc họa cường độ ảo giác. Họ đã thoát ra khỏi sự thể hiện tự nhiên một cách đơn thuần mà thay vào đó cho thấy một quan điểm và trạng thái tâm lý chủ quan hơn. Thay vì ca ngợi, tôn vinh cái đẹp, cái hài hòa, hài lòng vơi sự ngưỡng mộ hào nhoáng, họ đề cao những suy nghĩ, cảm xúc từ sâu trong nội tâm, thể hiện sự chống đối với thực tại đầy gồ ghề và bấp bênh. Có thể thấy rõ điều này trong các tác phẩm: Sunflowers (Van Gogh), The Scream (Edvard Munch), Crucifixion (Emile Nolde)…

## Nghệ sĩ tiêu biểu
Một số nghệ sĩ thuộc trường phái biểu hiện ở thế kỉ 20 là:
- Hoa Kỳ: Martiros Saryan, Ivan Albright, David Aronson, Milton Avery, Leonard Baskin, George Biddle, Hyman Bloom, Peter Blume, Charles Burchfield, David Burliuk, Stuart Davis, Lyonel Feininger, Wilhelmina Weber Furlong, Elaine de Kooning, Willem de Kooning, Beauford Delaney, Arthur G. Dove, Norris Embry, Philip Evergood, Kahlil Gibran, William Gropper, Philip Guston, Marsden Hartley, Albert Kotin, Yasuo Kuniyoshi, Rico Lebrun, Jack Levine, Alfred Henry Maurer, Robert Motherwell, Alice Neel, Abraham Rattner, Ben Shahn, Harry Shoulberg, Joseph Stella, Harry Sternberg, Henry Ossawa Tanner, Dorothea Tanning, Wilhelmina Weber, Max Weber, Hale Woodruff, Karl Zerbe.
- Úc: Sidney Nolan, Charles Blackman, John Perceval, Albert Tucker, and Joy Hester
- Áo: Egon Schiele, Oskar Kokoschka, Josef Gassler and Alfred Kubin
- Bỉ: Marcel Caron, Anto Carte, Auguste Mambour, - Flemish Expressionism: Constant Permeke, Gustave De Smet, Frits Van den Berghe, James Ensor, Albert Servaes, Floris Jespers and Gustave Van de Woestijne.
- Brazil: Anita Malfatti, Cândido Portinari, Di Cavalcanti, Iberê Camargo and Lasar Segall.
- Denmark: Einer Johansen
- Nước Eston: Konrad Mägi, Eduard Wiiralt, Kuno Veeber
- Phần Lan: Tyko Sallinen,[1] Alvar Cawén, and Wäinö Aaltonen.
- Pháp: Frédéric Fiebig, Georges Rouault, Georges Gimel, Gen Paul, Chaim Soutine, Marie-Thérèse Auffray and Bernard Buffet.
- Đức: Ernst Barlach, Max Beckmann, Fritz Bleyl, Heinrich Campendonk, Otto Dix, Conrad Felixmüller, George Grosz, Erich Heckel, Carl Hofer, Ernst Ludwig Kirchner, Käthe Kollwitz, Wilhelm Lehmbruck, Elfriede Lohse-Wächtler, August Macke, Franz Marc, Ludwig Meidner, Paula Modersohn-Becker, Otto Mueller, Gabriele Münter, Rolf Nesch, Emil Nolde, Max Pechstein, and Karl Schmidt-Rottluff
- Hy Lạp: George Bouzianis
- Nước Hungary: Tivadar Kosztka Csontváry
- Nước Iceland: Einar Hákonarson
- Nước Ireland: Jack B. Yeats
- Nước Indonesia: Affandi
- Ý: Emilio Giuseppe Dossena
- Nhật Bản: Kōshirō Onchi
- Nước Mexico: Mathias Goeritz (German émigré to Mexico), Rufino Tamayo
- Hà Lan: Willem Hofhuizen, Herman Kruyder, Jan Sluyters, Vincent van Gogh, Jan Wiegers and Hendrik Werkman
- Na-uy: Edvard Munch, Kai Fjell
- Phần Lan: Henryk Gotlib
- Bồ Đào Nha: Mário Eloy, Amadeo de Souza Cardoso
- Nga: Wassily Kandinsky, Marc Chagall, Alexej von Jawlensky, Natalia Goncharova, Mstislav Dobuzhinsky, and Marianne von Werefkin (Russian-born, later active in Germany and Switzerland).
- Nước Ru-ma-ni:Horia Bernea
- Nam Phi: Maggie Laubser, Irma Stern
- Thụy Điển: Leander Engström, Isaac Grünewald, Axel Törneman
- Thụy Sĩ: Carl Eugen Keel, Cuno Amiet, Paul Klee
- Nước Ukrain: Alexis Gritchenko (Sinh ở Ukrain, hoạt động chủ yếu tại Pháp), Vadim Meller
- Nước Anh: Francis Bacon, Frank Auerbach, Leon Kossoff, Lucian Freud, Patrick Heron, John Hoyland, Howard Hodgkin, John Walker